# Procyon (ster)
Procyon (alpha Canis Minoris) is een dubbelster, bestaande uit een geelwitte hoofdreeksster, Procyon A en een witte dwerg, Procyon B. Het stelsel is zichtbaar als de helderste ster in het sterrenbeeld Kleine Hond (Canis Minor).
De naam van de ster is van Griekse herkomst en betekent, net als de Latijnse naam Antecanis, "voorafgaand aan de hond": de ster komt vóór de hondsster Sirius op.
Procyon behoort tot het veertigtal sterren dat dichter dan 5 parsecs bij de zon staat en behoort dus tot onze naaste omgeving.
Deze ster maakt deel uit van de Winterzeshoek.